# Colleen (musicista)
Cécile Schott, in arte Colleen (1976), è una musicista francese.
Cècile Schott inizia l'attività compositrice attorno al 2001 quando scopre la programmazione su PC tramite l'utilizzo del software ACID Pro. Pubblica il suo primo album Everyone Alive Wants Answers nel 2003 per l'inglese Leaf. Nei brani sono presenti loopati molti campionamenti, spesso sovrapposti uno sull'altro, tratti principalmente dagli album posseduti, mentre nei concerti dal vivo cerca di riproporre gli stessi suoni utilizzando vari strumenti classici come il violoncello, la viola da gamba, spinetta, clarinetto, chitarra classica, arpa.
Il buon successo ottenuto col primo album la spinge a comporre nuovi brani. Pubblica nel 2005 The Golden Morning Breaks disco considerato il suo migliore  e dove i brani, tutti suonati da lei con vari strumenti, riescono nel tentativo di trasportare l'ascoltatore in un mondo nostalgico, irreale e con gli 11 minuti del brano finale Everything Lay Still un ritorno alla realtà.
Nel 2006 pubblica un album live Mort aux Vaches per la Staalplat, e nell'ottobre dello stesso anno l'EP Colleen et les Boîtes à Musique con brani composti con dei carillon.
Nel 2007 il suo terzo album Les Ondes silencieuses dove i brani suonati con strumenti classici sono molto vicini a composizioni di musica classica medievale.

## Discografia
Album in studio
- 2003 – Everyone Alive Wants Answers
- 2005 – The Golden Morning Breaks
- 2007 – Les Ondes Silencieuses
- 2014 – The Weighing of the Heart
- 2015 – Captain of None

EP
- 2006 – Colleen et les Boîtes à Musique

Live
- 2006 – Mort aux Vaches